# Гюльден, Клас Аксель
Клас Аксель Гюльден (фин. Clas Axel Gyldén, 15 декабря 1879, Выборг — 4 октября 1916) — финский архитектор, представитель стиля модерн, спроектировавший несколько зданий в Выборге.

## Биография
Родился в семье губернского агронома Акселя Гюльдена (1838—1915) и Антонии Софии Хаузен.
Окончил шведский лицей в Выборге в 1899 году и получил профессию архитектора в Гельсингфорсском политехническом училище в 1903 году. По окончании работал помощником в архитектурных бюро Gesellius-Lindgren-Saarinen и Nyström-Petrelius-Penttilä.
В 1906 году переехал в Выборг, где вместе с архитектором Уно Ульбергом основал архитектурное бюро. Сотрудничество продолжалось до 1909 года, после чего каждый архитектор стал работать самостоятельно. Он также преподавал стилистику и композицию в Выборгская школе искусств.

### Семья
Аксель Гильден был женат с 1909 года на Хульде Гуннель Гротенфельт. 
Сестрой Гюльдена была скульптор Ева Гюльден.

## Известные работы
- Санаторий «Конккала», пос. Красный Холм Выборгского района Ленинградской области.

### Выборг
В соавторстве с У. Ульбергом:
- ул. Северный Вал, 5 — контора и дом Хакмана (1907—1908)[2]
- ул. Мира, 8 — контора и магазин «Фабрики прохладительных напитков и минеральных вод Фр. Шалиена» (1908)[2]
- «Кулмахалл» — торговое здание с кинотеатром, на углу пр. Ленина и Красной пл. (1908 г.; снесён в 1937 году)
- Деревянный ресторан в Папульском парке (1909 г.; сгорел в 1918 году)

Другие постройки
- ул. Северный Вал, 19 — дом Теслефа (1909—1910)[2]
- пр. Суворова, 3 — расширение дома Лагеркранца (1910)
- пр. Суворова, 13 — дом  АО «Эден» (1912)

## Галерея

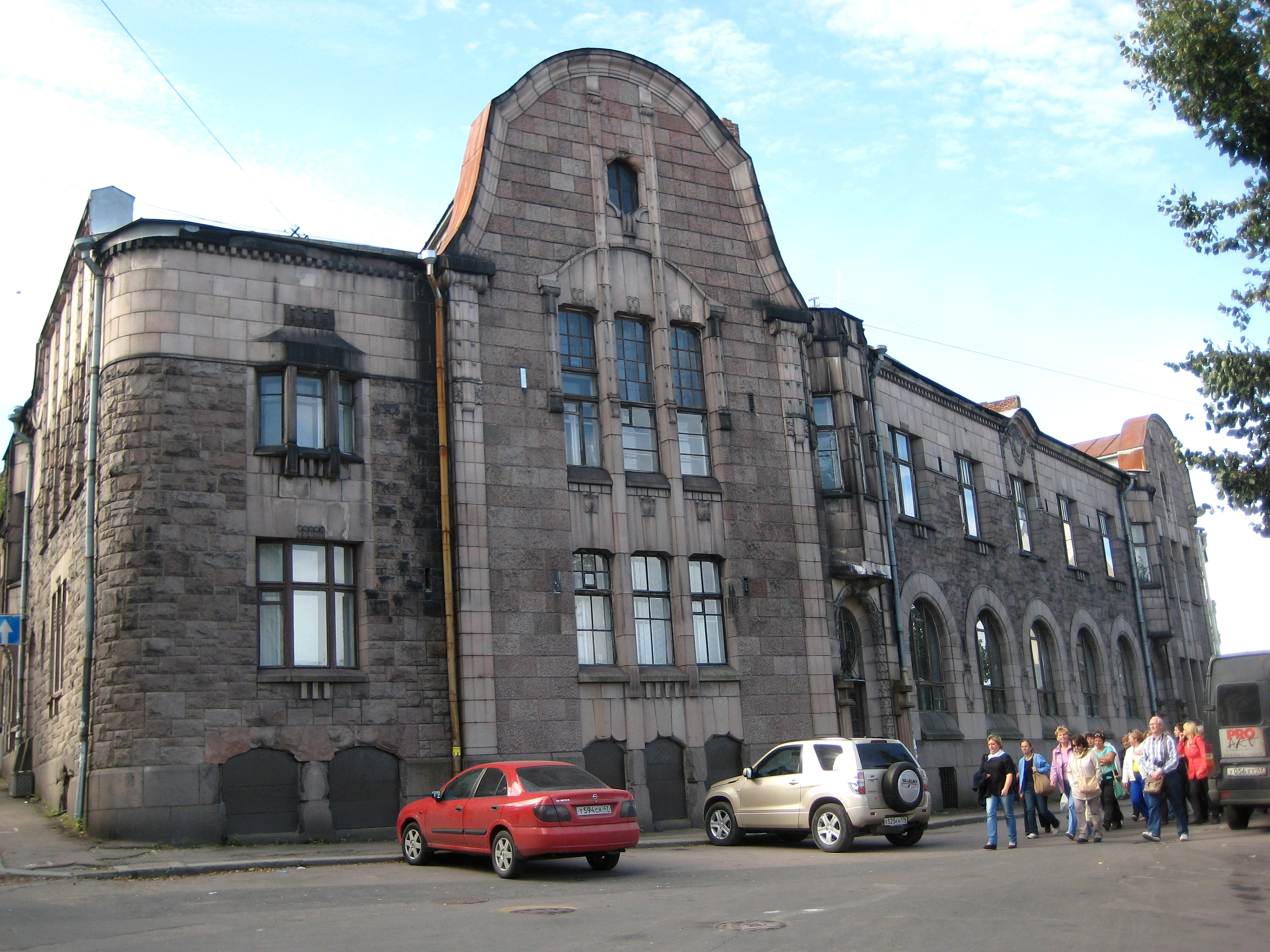
Административное и жилое здание фирмы «Хакман и К°»
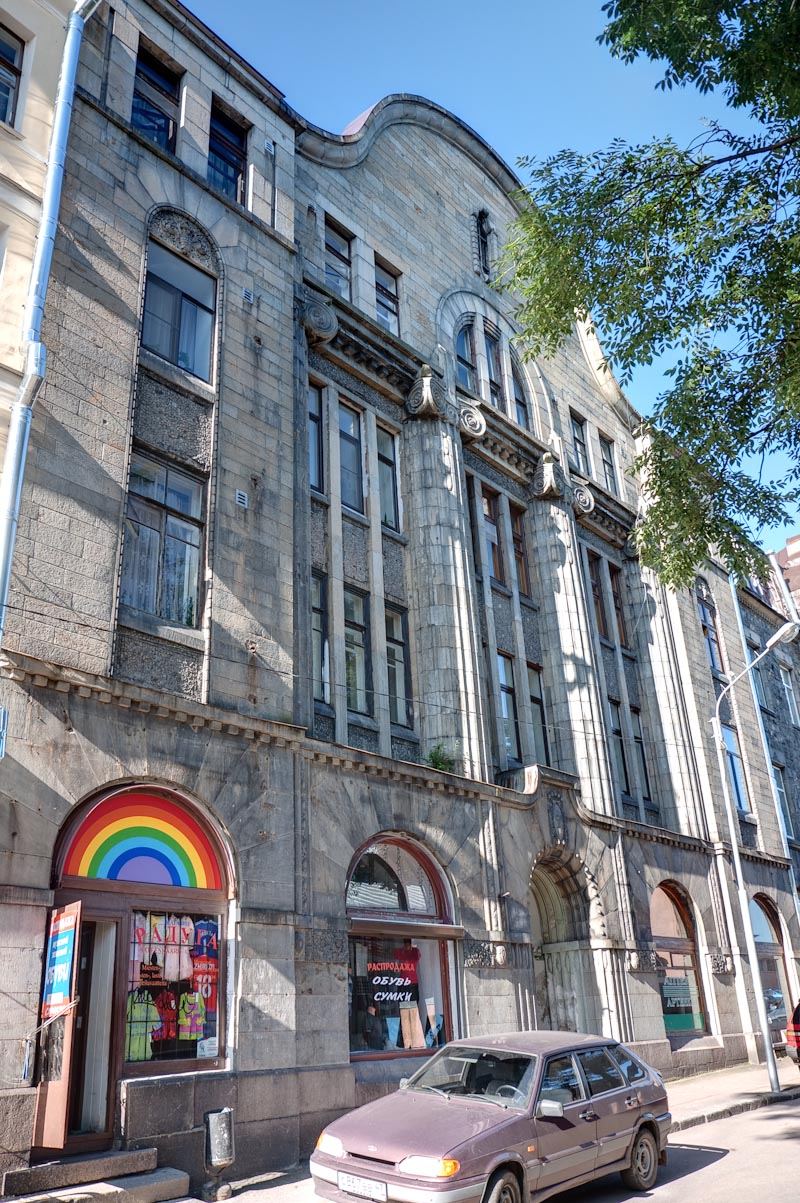
Дом Теслефа
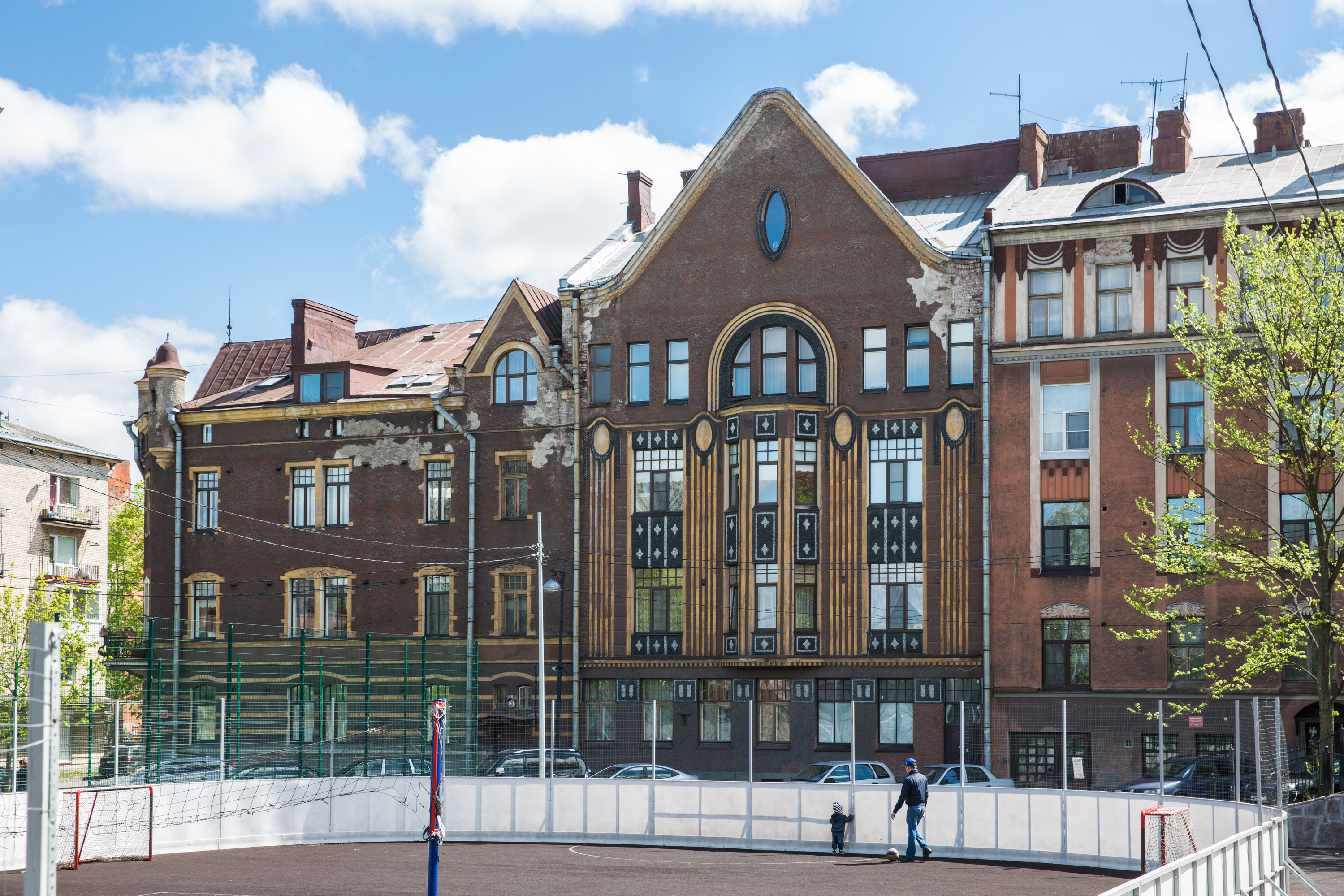
Дом Лагеркранца
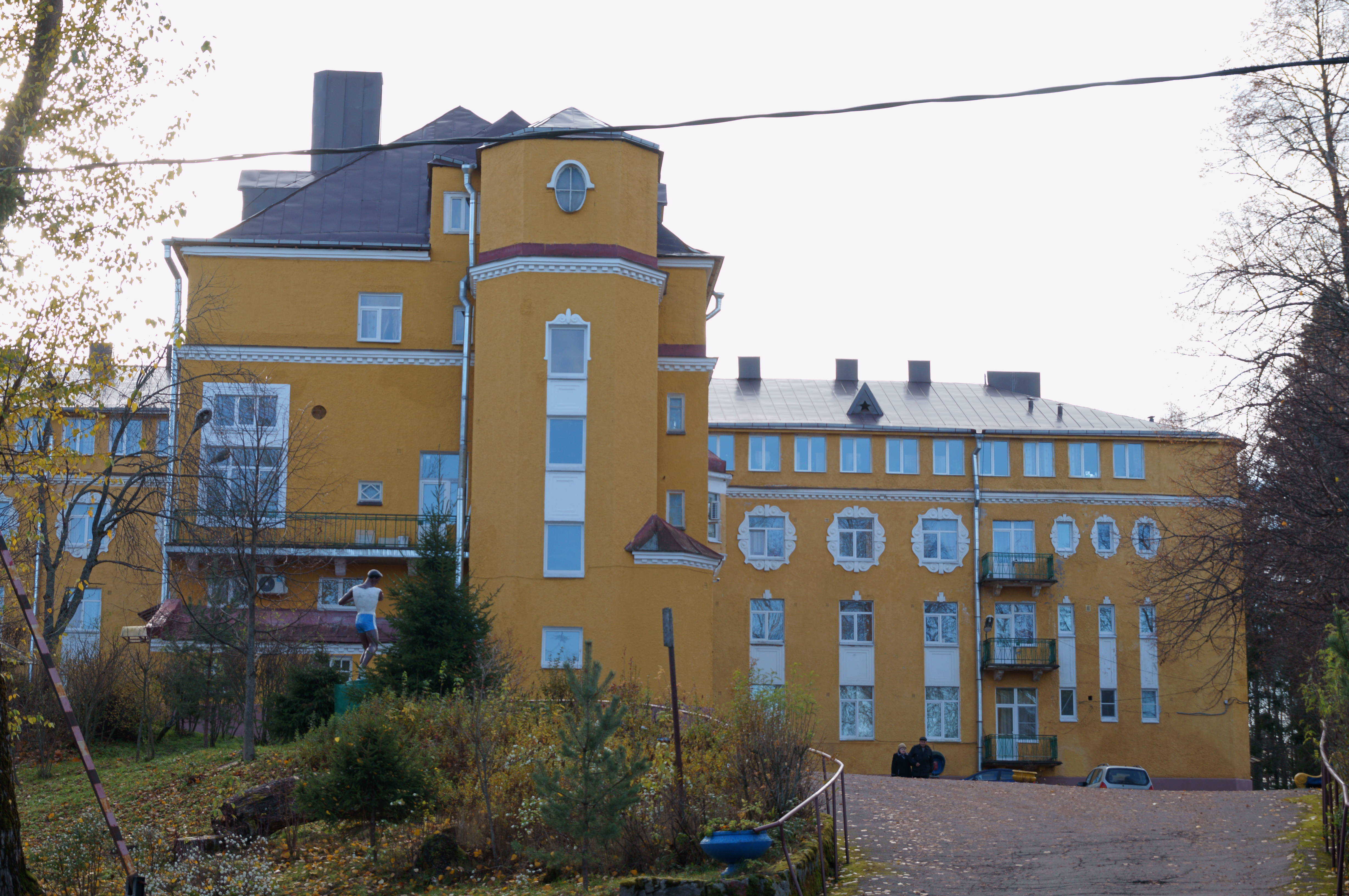
Санаторий «Конккала». Главный корпус